# Themiste
Themiste es el único género de anélidos de la familia Themistidae del grupo Sipuncula o gusanos cacahuete.

## Especies
Agrupa las siguientes especies:
- Themiste alutacea (Grube & Ørsted, 1858)
- Themiste blanda (Selenka and de Man, 1883)
- Themiste cymodoceae (Edmonds, 1956)
- Themiste dehamata (Kesteven, 1903)
- Themiste dyscrita (Fisher, 1952)
- Themiste hennahi (Gray, 1828)
- Themiste lageniformis (Baird, 1868)
- Themiste minor (Ikeda, 1904)
- Themiste pyroides (Chamberlain, 1920)
- Themiste variospinosa (Edmonds, 1980)